# 葛山駅
葛山駅（カルサンえき）は、大韓民国仁川広域市富平区にある仁川交通公社1号線の駅である。駅番号は(I117)。

## 駅構造
- 相対式ホーム2面2線の地下駅。

## 駅周辺
- 仁川富平消防署
- 葛山1洞住民センター
- 仁川税関富平出張所

## 歴史
- 1999年10月6日 - 開業。

## 隣の駅
仁川交通公社
●1号線
鵲田駅 (I116) - 葛山駅 (I117) - 富平区庁駅 (I118)